# Raty malejące
Raty malejące – schemat spłaty długu, w którym kolejne raty kapitałowo-odsetkowe są coraz niższe.
W praktyce najpopularniejszym schematem rat malejących jest schemat spłat w równych ratach kapitałowych. W schemacie tym kapitał kredytu jest spłacany w regularnych odstępach czasowych w równych częściach w okresie do daty zapadalności kredytu. Bazą dla naliczania odsetek jest kwota kapitału pozostającego do spłaty, która z czasem maleje, dlatego kwota odsetek w każdej racie jest coraz niższa. Kolejne raty kredytu, będące sumą części kapitałowej i odsetkowej, są coraz niższe, gdyż część kapitałowa pozostaje stała, natomiast część odsetkowa maleje. Ostatnia rata kredytu składa się prawie wyłącznie z części kapitałowej.
W schemacie spłat w równych ratach kapitałowych wartości kapitału pozostającego do spłacenia po uiszczeniu kolejnych rat oraz wysokości części odsetkowych rat tworzą szeregi arytmetyczne.
W Polsce banki udzielające kredytów mieszkaniowych, a także konsumpcyjnych oferują klientom do wyboru spłatę kredytu w ratach malejących (stała rata kapitałowa) lub ratach równych. Raty malejące cieszą się mniejszą popularnością niż raty równe ze względu na fakt, że w początkowym okresie wysokość sumarycznej raty jest wyższa w schemacie rat malejących niż rat równych.

## Przykład
Bank udzielił kredytu o wysokości 420 tys. PLN na okres 3 lat. Spłata odbywa się w schemacie równych rat kapitałowych płatnych co pół roku. Oprocentowanie kredytu wynosi 5% w skali roku. Rata kapitałowa wynosi 1/6 * 420 tys. PLN = 70 tys. PLN. Odsetki są wyznaczane od kapitału pozostającego do spłaty – na przykład w trzeciej racie wysokość odsetek jest równa 280 tys. PLN * ½ * 5% = 7 tys. PLN, gdyż kapitał pozostały do spłaty po zapłaceniu drugiej raty wynosi 280 tys. PLN. Szczegółowy plan spłat kredytu został zawarty w tabeli poniżej. Wykres obok przedstawia strukturę kolejnych rat – widać, że części kapitałowe rat są równe, natomiast części odsetkowe maleją.
| Nr raty | Część kapitałowa | Część odsetkowa | Rata całkowita |
| ------- | ---------------- | --------------- | -------------- |
| 1       | 70               | 10,50           | 80,50          |
| 2       | 70               | 8,75            | 78,75          |
| 3       | 70               | 7,00            | 77,00          |
| 4       | 70               | 5,25            | 75,25          |
| 5       | 70               | 3,50            | 73,50          |
| 6       | 70               | 1,75            | 71,75          |